# Let the Music Move You
"‎Let the Music Move You" é uma canção do grupo pop global Now United, lançada em 28 de maio de 2020. O videoclipe foi lançado no dia 18 de junho de 2020. Conta com os vocais de Any, Heyoon, Savannah, Sofya e Noah. A capa da música contém o avatar de cada integrante do grupo feito no aplicativo ZEPETO, que foi a parceria da música.

## Videoclipe
O videoclipe é uma animação em parceria com o app ZEPETO, onde cada integrante tem seu avatar. Essa é a primeira canção com lines da integrante da Rússia, Sofya. A coreografia do clipe é basicamente um compilado de passos de vários grupos de K-pop. Esse é o videoclipe mais odiado pelo fandom do Now United, por ele ser muito infantil, e por isso bateu recorde de deslikes para um vídeo com tão poucas visualizações.

## Histórico de lançamento
| Região | Data               | Formato                    | Gravadora | Ref.  |
| ------ | ------------------ | -------------------------- | --------- | ----- |
| Mundo  | 28 de maio de 2020 | download digital streaming | XIX       | [ 4 ] |